# Железнікова-Мала
Железнікова-Мала (пол. Żeleźnikowa Mała) — село в Польщі, у гміні Навойова Новосондецького повіту Малопольського воєводства.
Населення — 552 особи (2011).
У 1975-1998 роках село належало до Новосондецького воєводства.

## Демографія
Демографічна структура станом на 31 березня 2011 року:
|          | Загалом | Допрацездатний вік | Працездатний вік | Постпрацездатний вік |
| -------- | ------- | ------------------ | ---------------- | -------------------- |
| Чоловіки | 284     | 90                 | 171              | 23                   |
| Жінки    | 268     | 87                 | 137              | 44                   |
| Разом    | 552     | 177                | 308              | 67                   |